# 戈拉雨林國家公園
戈拉雨林國家公園（英語：Gola Rainforest National Park），是塞拉利昂的國家公園，位於該國東南部，成立於2010年，面積711平方公里，該國家公園有超過330種鳥類、49種哺乳類動物棲息。